# Milán-San Remo 2004
La Milán-San Remo 2004 fue la edición número 95 de esta clásica ciclista de primavera, disputada sobre 294 km, en la que ganó Óscar Freire.

## Clasificación final
| Pos. | Ciclista                       | Equipo                                     | Tiempo     |
| ---- | ------------------------------ | ------------------------------------------ | ---------- |
| 1.   | Óscar Freire                   | Rabobank                                   | 7h 11' 23" |
| 2.   | Erik Zabel                     | T-Mobile                                   | m.t.       |
| 3.   | Stuart O'Grady                 | Cofidis, le Crédit par Téléphone           | m.t.       |
| 4.   | Alessandro Petacchi            | Fassa Bortolo                              | m.t        |
| 5.   | Max van Heeswijk               | US Postal Service presented by Berry Floor | m.t.       |
| 6.   | Igor Astarloa                  | Cofidis, le Crédit par Téléphone           | m.t.       |
| 7.   | Romāns Vainšteins              | Lampre                                     | m.t.       |
| 8.   | Paolo Bettini                  | Quick Step-Davitamon                       | m.t.       |
| 9.   | Miguel Ángel Martín Perdiguero | Saunier Duval-Prodir                       | m.t.       |
| 10.  | Peter Van Petegem              | Lotto-Domo                                 | m.t.       |